# Uprawa roli

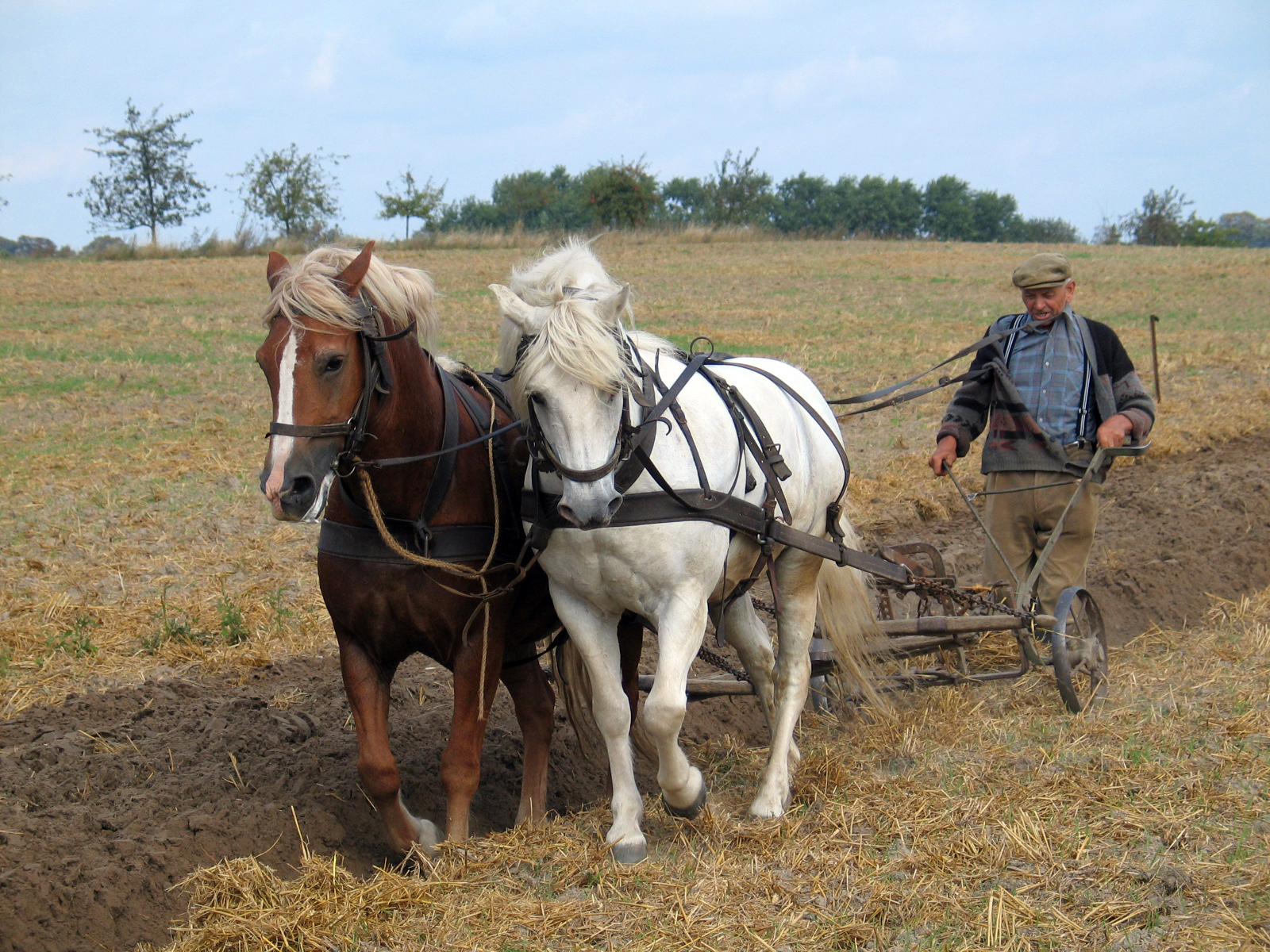
Orka

Uprawa roli – całokształt zabiegów wykonywanych narzędziami i maszynami uprawowymi w celu stworzenia uprawianym roślinom optymalnych warunków wzrostu i rozwoju oraz podniesienia kultury gleby.
Podstawowym celem uprawy roli jest stworzenie optymalnych warunków w środowisku glebowym do umieszczenia materiału siewnego, jego kiełkowania, wzrostu i rozwoju roślin dla wytworzenia maksymalnego plonu o pożądanej jakości. Cel ten jest osiągany na glebach charakteryzujących się dobrą strukturą (gruzełkowatą), korzystnymi właściwościami wodnymi, powietrznymi, cieplnymi, biologicznymi, dobrą zasobnością w składniki pokarmowe oraz właściwym odczynem. Właściwości te uzyskuje się przez wykonywanie różnych zabiegów agrotechnicznych, których zadaniem jest: utrzymanie lub wzrost produkcyjności gleby, utworzenie łoża siewnego, uzyskanie i utrzymanie struktury gruzełkowatej, regulowanie stosunków wodno-powietrznych i cieplnych, zagospodarowanie resztek pożniwnych i słomy po zbiorze, niszczenie agrofagów (chwastów, szkodników, patogenów chorób), zapobieganie tworzeniu się i likwidowanie chorób gleby (skorupa glebowa, podeszwa płużna, nadmierne zagęszczenie warstw podornych), uruchamianie składników pokarmowych, przykrycie nawozów i doglebowych środków ochrony roślin, poprawa bilansu próchnicznego gleby, walka z erozją, oraz równanie powierzchni gleby i usuwanie kamieni.